# Orlan

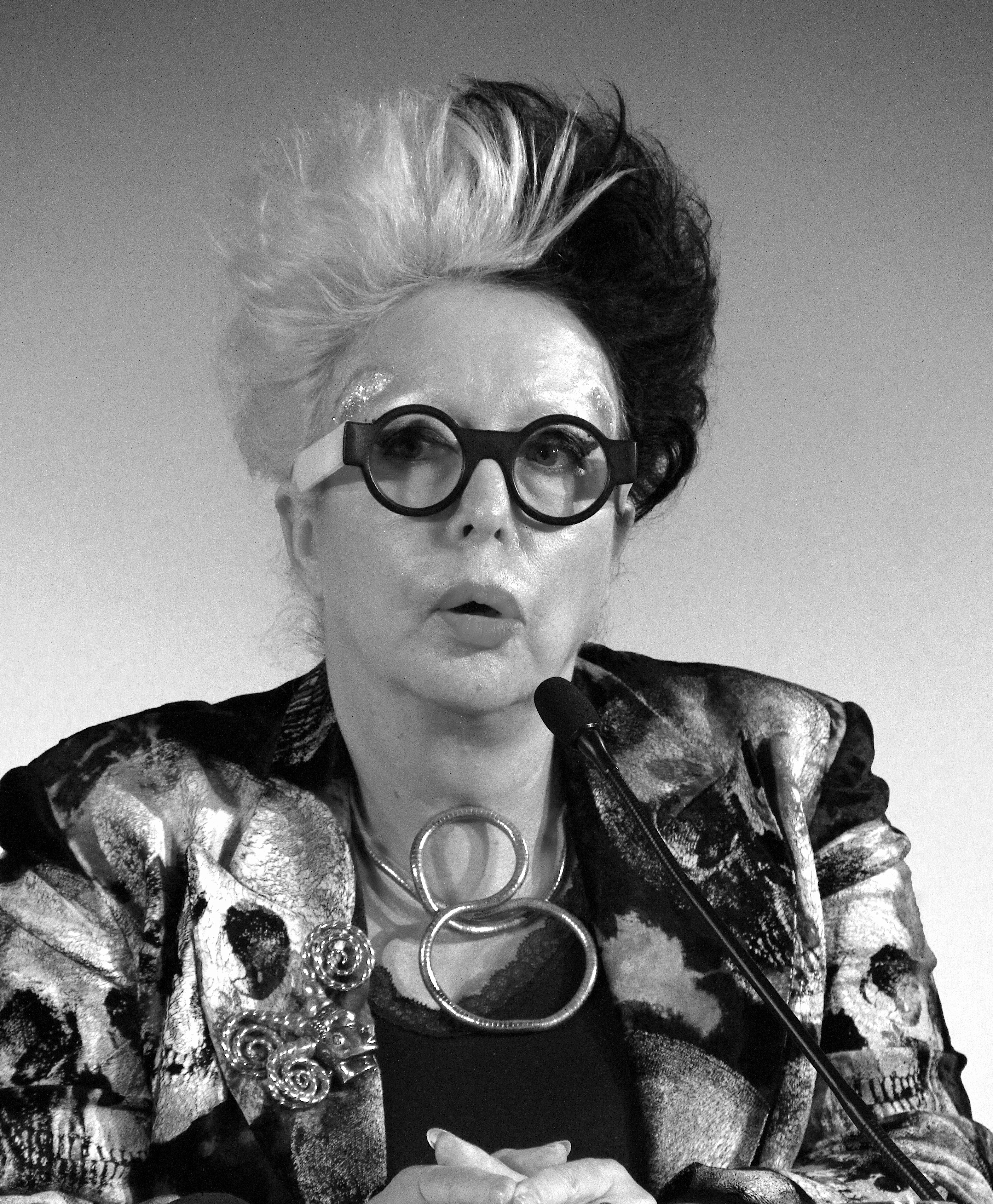
ORLAN in 2013

Mireille Suzanne Francette Porte (Saint-Étienne, 30 mei 1947), beter bekend als ORLAN, is een Frans kunstenares. Ze woont en werkt in Los Angeles, New York en Parijs. 
Ze is een belangrijke vertegenwoordigster van Body Art en Performance-kunst en is het meest bekend om haar werk op het terrein van de bio-kunst. Vanaf de vroege jaren 90 onderging ze verschillende operaties waarin ze haar lichaam modificeerde door middel van plastische chirurgie.